# الجميلية (حمص)
الجميلية قرية في ناحية قرى مركز حمص التابعة لمنطقة حمص في محافظة حمص في سورية.